# رونالد بک
رونالد بک (انگلیسی: Ronald Backus; ۲۸ مارس ۱۹۲۲ – ۲۷ ژوئیهٔ ۱۹۹۹) قایقران قایق بادبانی اهل بریتانیا بود.